# Tope Tedela
Temitope Christopher Tedela, más conocido como Tope Tedela, es un actor y productor cinematográfico nigeriano.

## Biografía
Tedela ha recibido varios premios por su desempeño en la industria de Nollywood, entre los que destacan los Africa Magic Viewers Choice Awards, el Nigeria Entertainment Award, los Best of Nollywood Awards y los Nollywood Movies Awards.
Ha aparecido en producciones como The Lost Okoroshi (2019), What Lies Within (2017), Slow Country (2017), Ojukokoro (2017), Suru L'ere (2016), Out of Luck (2015) y A Soldier's Story (2015).

## Premios y nominaciones
| Año  | Premio                             | Categoría                               | Obra             | Resultado |
| ---- | ---------------------------------- | --------------------------------------- | ---------------- | --------- |
| 2017 | Best of Nollywood Awards           | Mejor actor de reparto                  | Slow Country     | Nominado  |
| 2016 | City People Entertainment Awards   | Mejor actor de reparto                  | Suru L'ere       | Nominado  |
| 2016 | Nigeria Entertainment Awards       | Mejor actor de reparto                  | Suru L'ere       | Nominado  |
| 2014 | Africa Movie Academy Awards        | Actor revelación                        | A Mile from Home | Nominado  |
| 2014 | Africa Magic Viewers Choice Awards | Mejor actor en una producción dramática | A Mile from Home | Ganador   |
| 2014 | Best of Nollywood Awards           | Mejor actor protagónico                 | A Mile from Home | Ganador   |
| 2014 | Best of Nollywood Awards           | Revelación del año                      | A Mile from Home | Nominado  |
| 2014 | Golden Icons Academy Movie Awards  | Actor revelación                        | A Mile from Home | Ganador   |
| 2014 | Golden Icons Academy Movie Awards  | Mejor dúo en pantalla                   | A Mile from Home | Nominado  |
| 2014 | Nigeria Entertainment Awards       | Mejor actor protagónico                 | A Mile from Home | Ganador   |
| 2014 | Nollywood Movies Awards            | Mejor actor protagónico                 | A Mile from Home | Nominado  |
| 2014 | Nollywood Movies Awards            | Estrella emergente                      | A Mile from Home | Ganador   |
| 2014 | Express Star Awards                | Estrella emergente                      |                  | Ganador   |

## Filmografía

### Cine
| Año  | Título                           | Papel                 | Notas             |
| ---- | -------------------------------- | --------------------- | ----------------- |
| 2007 | Twisted                          | Sola                  |                   |
| 2013 | Awakening                        |                       |                   |
| 2013 | Torn                             | Olumide               |                   |
| 2013 | A Mile from Home                 | Lala/Jude Odaro       |                   |
| 2013 | Cyanide                          | Emeka                 | Cortometraje      |
| 2014 | Another Day to Die Young         | Comrade               | Telefilme         |
| 2014 | Birthday Bash                    | Scoda                 |                   |
| 2014 | Leeway                           | Chuks                 | Cortometraje      |
| 2015 | Lunch Time Heroes                | Deji                  |                   |
| 2015 | Apostates                        | Osas                  |                   |
| 2015 | A Soldier's Story                | Major Egan            |                   |
| 2015 | Out of Luck                      | Dayo                  |                   |
| 2016 | Suru L'ere                       | Kyle Stevens Adedoyin |                   |
| 2016 | Ojukokoro                        | Sunday                |                   |
| 2017 | King Invincible                  | Taari                 |                   |
| 2017 | Slow Country                     | Osas                  |                   |
| 2017 | What Lies Within                 | Gboyega               | También productor |
| 2018 | Knock Out Blessing               | Yomi                  |                   |
| 2019 | The Lost Okoroshi                | Dr. Dauda             |                   |
| 2019 | The Ghost and the House of Truth | Barrister Tokunbo     |                   |

### Televisión
| Year | Title            | Role   | Notes |
| ---- | ---------------- | ------ | ----- |
| 2006 | Edge of Paradise | Julian |       |
| 2008 | My Mum & I       | June   |       |
| 2008 | Super Story      | Tesiro |       |
| 2012 | Burning Point    |        |       |
| 2012 | Tweeters         | Kunle  |       |
| 2013 | Super Story      | Tai    |       |
| 2014 | Oasis            | Oreva  |       |
| 2015 | The Team         | Efe    |       |
| 2016 | Jamestown        | Lucky  |       |
| 2017 | Jemeji           | Obi    |       |
| 2019 | Powder Dry       | Arthur |       |
| 2019 | Underbelly       | Nonso  |       |

### Teatro
| Año  | Título                    | Papel         | Notas |
| ---- | ------------------------- | ------------- | ----- |
| 2011 | Man Talk, Woman Talk      | Emeka         |       |
| 2014 | Diagnosis                 | Emeka         |       |
| 2014 | The Agency                | Fawaz         |       |
| 2019 | The Mistress of Wholesome | Nengak Josiah |       |
| 2019 | The Wives                 | Lawyer        |       |
| 2019 | Whumanizer                | Tunde Bridges |       |